# レッカー車

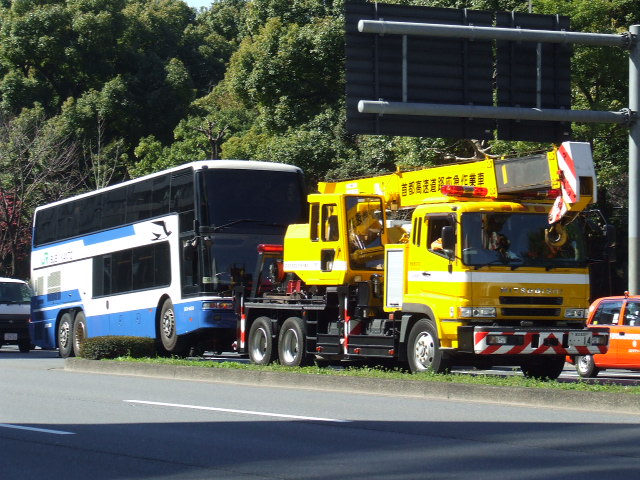
けん引状態のレッカー車

レッカー車（レッカーしゃ、Towing truck、wrecker、recovery vehicle ）は、他の自動車の前輪あるいは後輪を吊り上げ、牽引するための装置を持つ特種用途自動車である。故障車両や事故車両、駐車違反車両など、自走させることができない状態の自動車をその場から移動させるために使用される。
牽引自動車に分類されるが、日本ではレッカー車で自動車を牽引する場合は牽引免許は不要である。主に日本自動車連盟(JAF)のロードサービス隊、自動車修理業者、警察署から委託を受けた車両移動業者、警察、消防、自衛隊などが保有する。

## 構造と主要装備品

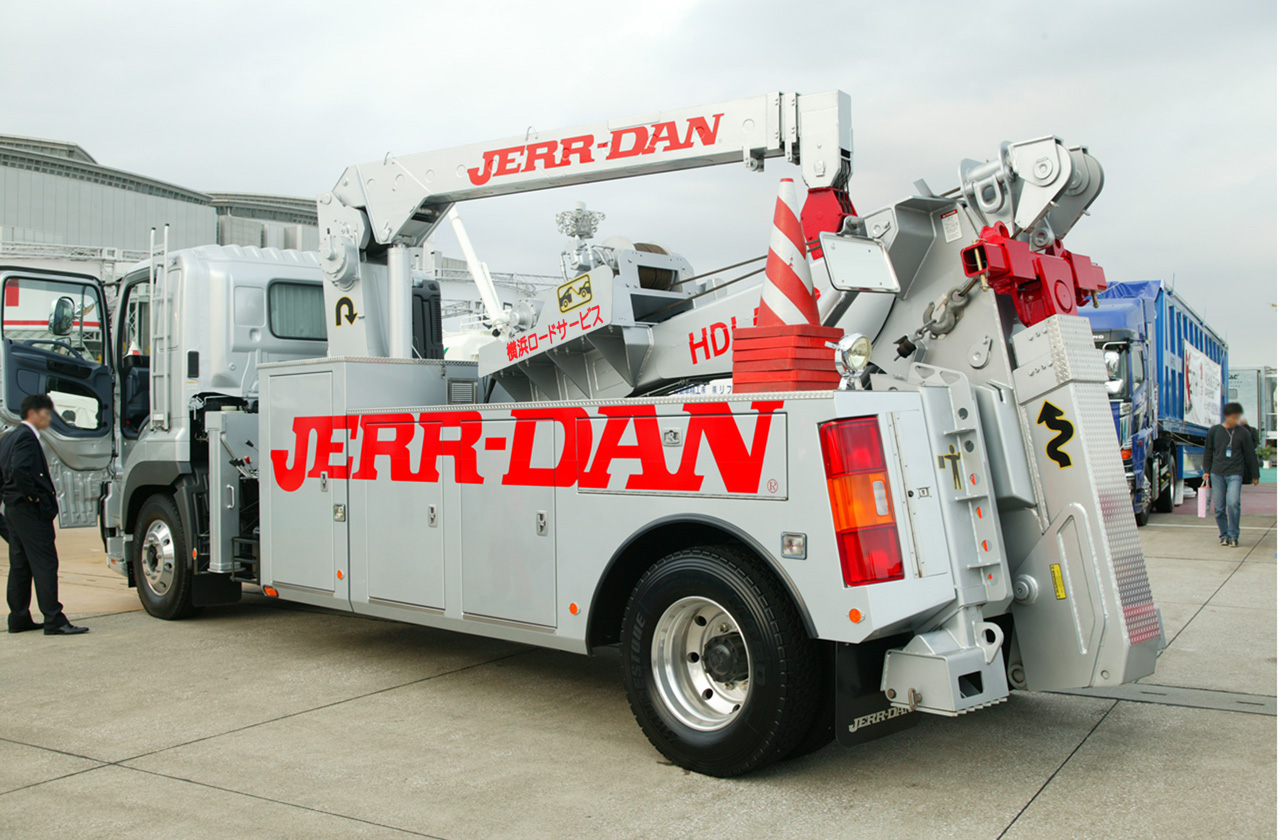
ジャー・ダン HDL 500
格納状態
レッカーブームとアンダーリフトを兼用するインテグレートタイプ。写真の例では別にクレーンブームを備える。

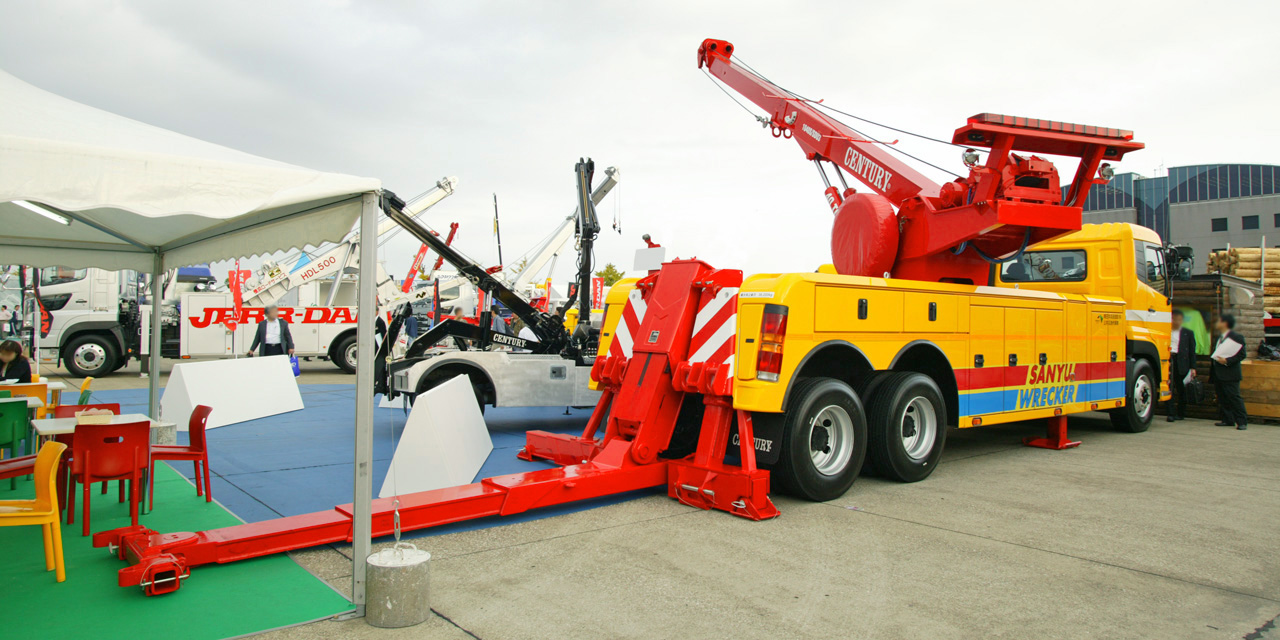
センチュリー 1040S + SDU3
伸張状態
レッカーブームとアンダーリフトが独立したインデペンデントタイプ。ブームは回転式。

車両を吊り上げて牽引するための機材。
レッカーブーム
以前は小型トラックの荷台後部を切り詰め、レールや鉄骨で組まれたやぐらにチェーンブロックを取り付けただけ、という簡易なレッカー車も多く見られた。
現在のレッカー車に使われているブームには、アンダーリフトと一体のもの（インテグレート）と、独立したもの（インデペンデント）とがある。一体式ブームは水平方向の回転はできない（フィクスド）が、独立式ブームでは回転式（ローテーター）を選べる。
アンダーリフト
被けん引車の下に潜り込ませ、持ち上げる。
ピボットアーム
被けん引車の車輪を載せ、抱え込んで固定する。
クレーン
横転車両を起こしたり、路外に転落した車両を吊り上げる。ユニックと呼ばれる小型タイプや、クレーン専用キャビンの無いレッカー車専用のものがある。また、トラッククレーンをベースにアンダーリフトを装着した形の車種もある。また、近年は車積載車にアンダーリフトを装着したタイプもあり、クレーンを装備しないタイプのレッカー車も存在する。
アウトリガー
作業中の車体安定用。
ウインチ
ロープやワイヤーで牽引したり車両を荷台に載せることのできるローダータイプでは、これで車両を荷台へ引き上げる。
補助車輪（ドリー/ドーリー）
被牽引車の後ろ側（接地している側）の車輪を乗せる台車。通常の方法で吊り上げた場合、被牽引車の後輪は接地したままで牽引移動中に回転するが、センターデフ式やスタンバイ式などの2WDと4WDの切り替えができない四輪駆動車を牽引する際、接地している車輪を回転させると吊り上げている側の車輪も回転してしまうので、この台車を使用し、被牽引車の全輪を接地させない状態で牽引する。
ドリーは駐車違反車両の移動でも使われている。
これらの装備の他に、手動ジャッキ、スリングやワイヤー、応急修理用の工具を備える。

## 軍用レッカー車
軍用車両は道路が整備されていない地域でも行動する必要があり、地形に足を取られて走行不能になる事が頻繁におこる。特に装甲戦闘車両は装甲と兵装を搭載する必要上、出力重量比が低く、車重も大きく、機械的故障またはスタック等を起こして走行不能に陥りやすい。さらに戦闘が起これば、戦闘を有利にするため走行に向いていない地形に進入したり、被弾や酷使で損傷して自走できなくなることが頻発する。そのため、一般に軍用車両はウィンチなどで他の車両を牽引できることが求められる。さらには支援の為にレッカー能力を有する回収専用車両の必要性が生じる。陸上自衛隊では重レッカおよび軽レッカを装備している。
回収戦車や装甲回収車もまた、戦場での必要性に対応して従来から開発配備されてきた車種である。これらは戦車に準じる装甲と、共通の足回りを装備し、戦場に投入しうる防御力と踏破性能を持つ。戦場に遺棄される装甲戦闘車両は無視できないほど多く、これを回収して戦列に戻すことは軍の重要な課題である。これら装甲回収車の欠点は、戦車並に高価な価格と運用コストである。このため、重装輪回収車のような安価軽便なレッカー回収車両も開発配備されている。

## 日本での運転免許
一般的なレッカー車は、普通自動車に分類されるため普通免許で運転できるが、一部のレッカー車は中型自動車や大型自動車、準中型自動車に分類されるため、運転するにはそれぞれの車両の分類に適合する免許が必要である。赤色回転灯及びサイレン装置を搭載したレッカー車で緊急走行を行うためには、公安委員会の緊急自動車運転資格審査に合格することや実務経験などが必要になる。
他の自動車を牽引する車両ではあるが、レッカー車での牽引は法規上、牽引免許が必要となる「牽引自動車による重被牽引車の牽引」に該当しないため、牽引免許は不要である。教則本などで牽引免許が不要な実例として挙げられている「他の自動車をロープやクレーンなどで牽引する場合」にあたる。但し、安全に牽引するためにはけん引免許を持っている方が望ましい。また、クレーン装置やウインチ装置の操作には、玉掛作業者、移動式クレーン運転士、巻上げ機運転者の資格取得が必要である。

## 韓国での運転免許

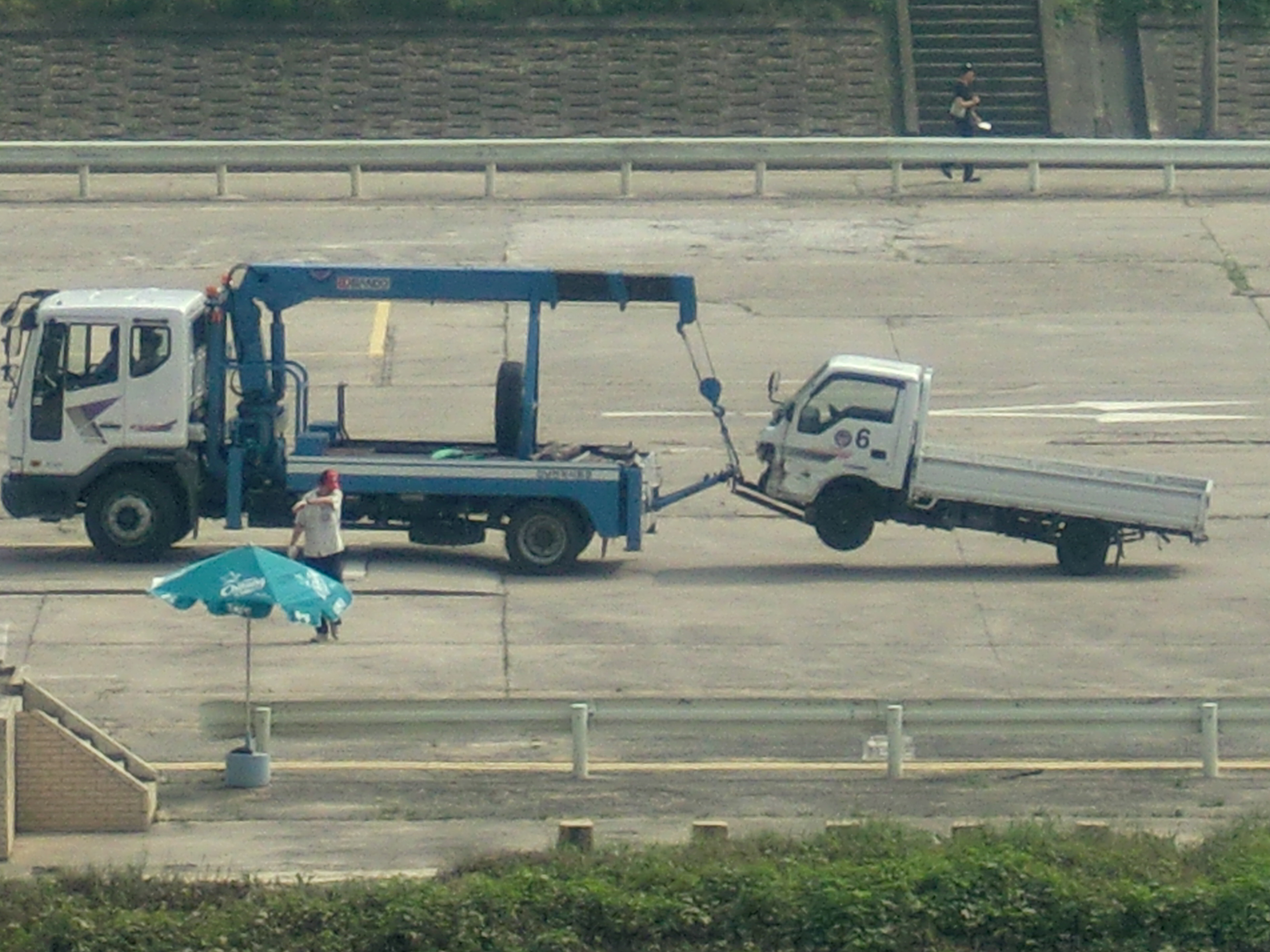
江南運転免許試験場での特殊免許（レッカー）の試験。自動車を吊り上げたところ

レッカー車を運転するためには牽引する自動車の運転免許と第一種特殊免許（レッカー車）が必要である。（大韓民国道路交通法第80条）
試験内容は次のとおり。（大韓民国道路交通法施行規則第65条）
1. 5分以内に被牽引車を連結。
2. その状態で曲線コース（S字）と屈折コース（クランク）を通過（制限時間各コース3分以内。検知線に触れてはならない）。
3. 5分以内に被牽引車を分離。
4. 被牽引車なしで方向転換（検知線に触れてはならない。ただし確認線には触れなければならない）。

全ての行程を19分以内に終えること。検知線にふれてはならない。電子採点機で行う。100点満点の90点以上で合格。
試験車両は次のとおり。（2005. 3.24改定）
- 牽引自動車
  - 長さ：643cm以上
  - 幅：219cm以上
  - 軸距：379cm以上
- 被牽引自動車（第一種普通免許で使用される技能試験車両と同じ大きさ）[3]
  - 長さ：465cm以上
  - 幅：169cm以上
  - 軸距：249cm以上
  - 最小回転半径：520cm以上

## ギャラリー

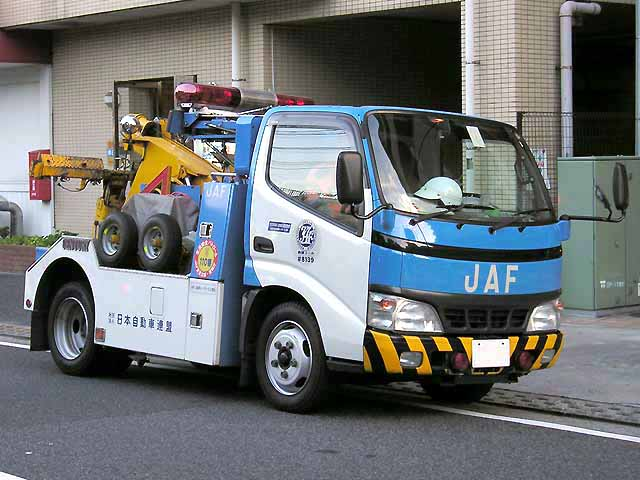
JAF （トヨタ・ダイナ）
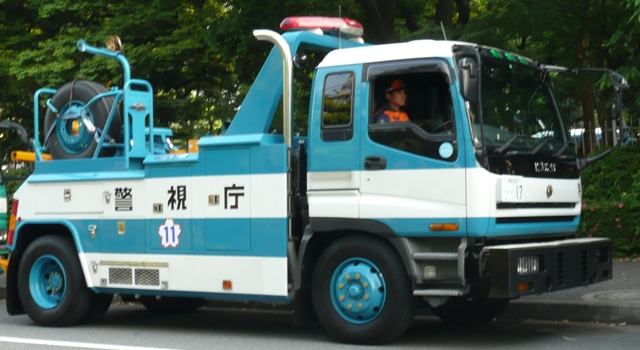
機動隊 （いすゞ・ギガ）
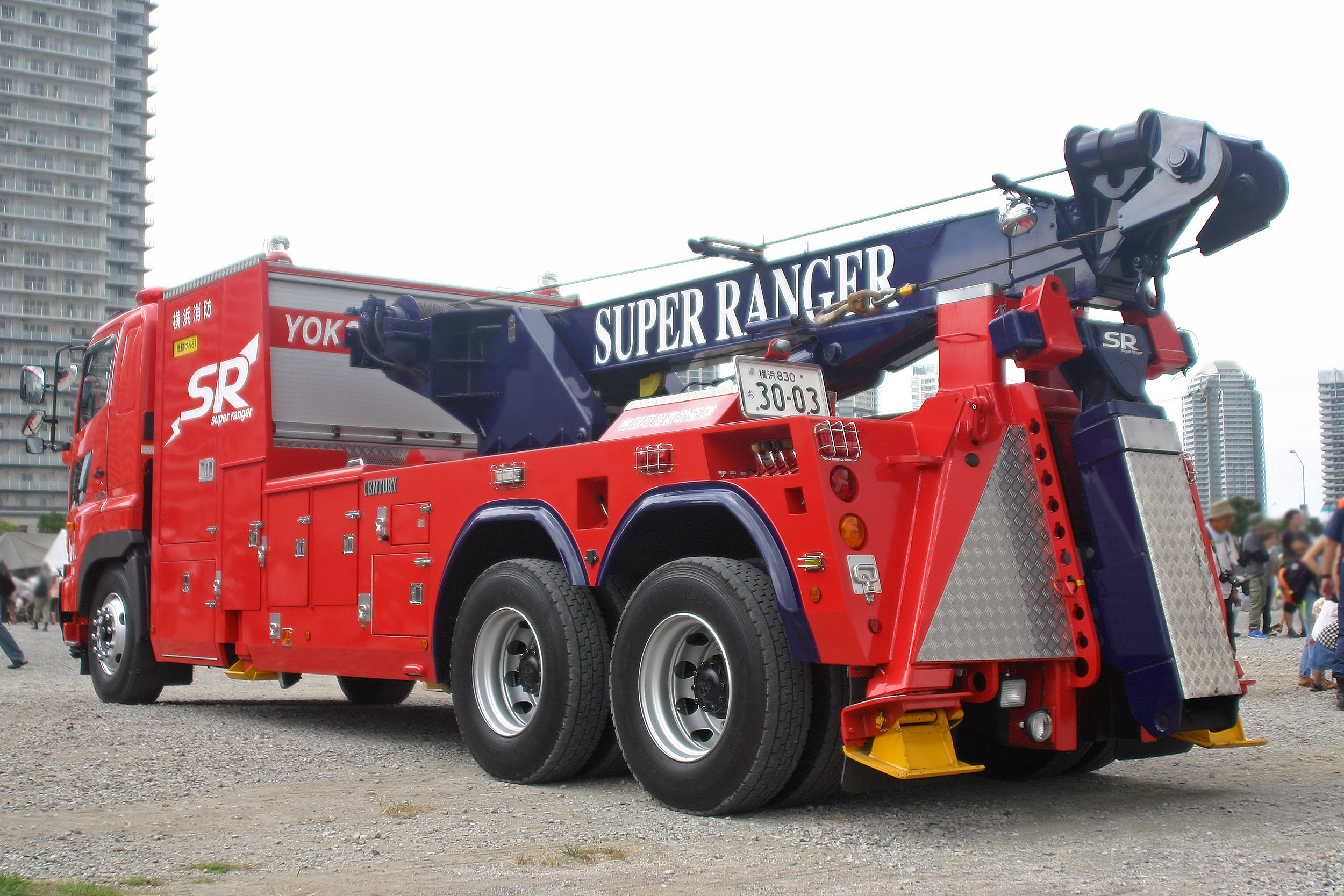
機動けん引工作車/消防 （日野・プロフィア） CENTURY 1040S
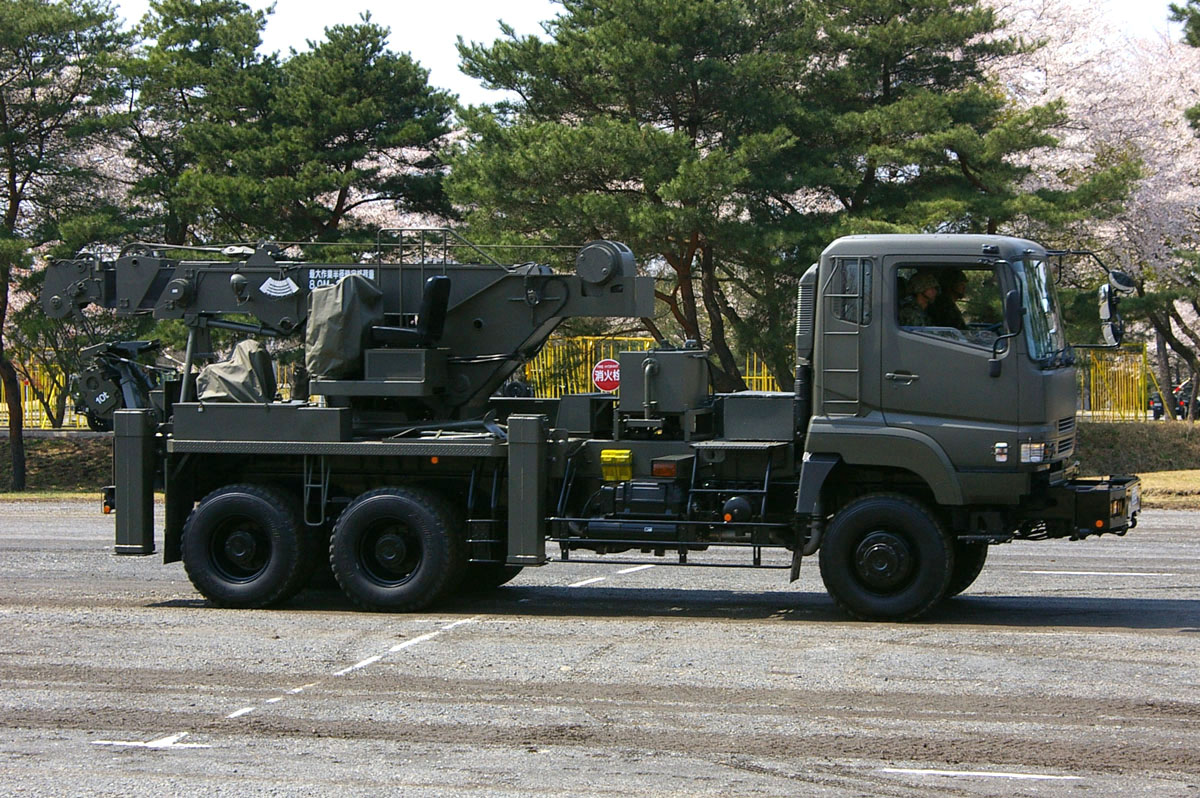
重レッカ/陸上自衛隊 （三菱ふそう・74式特大型トラック）
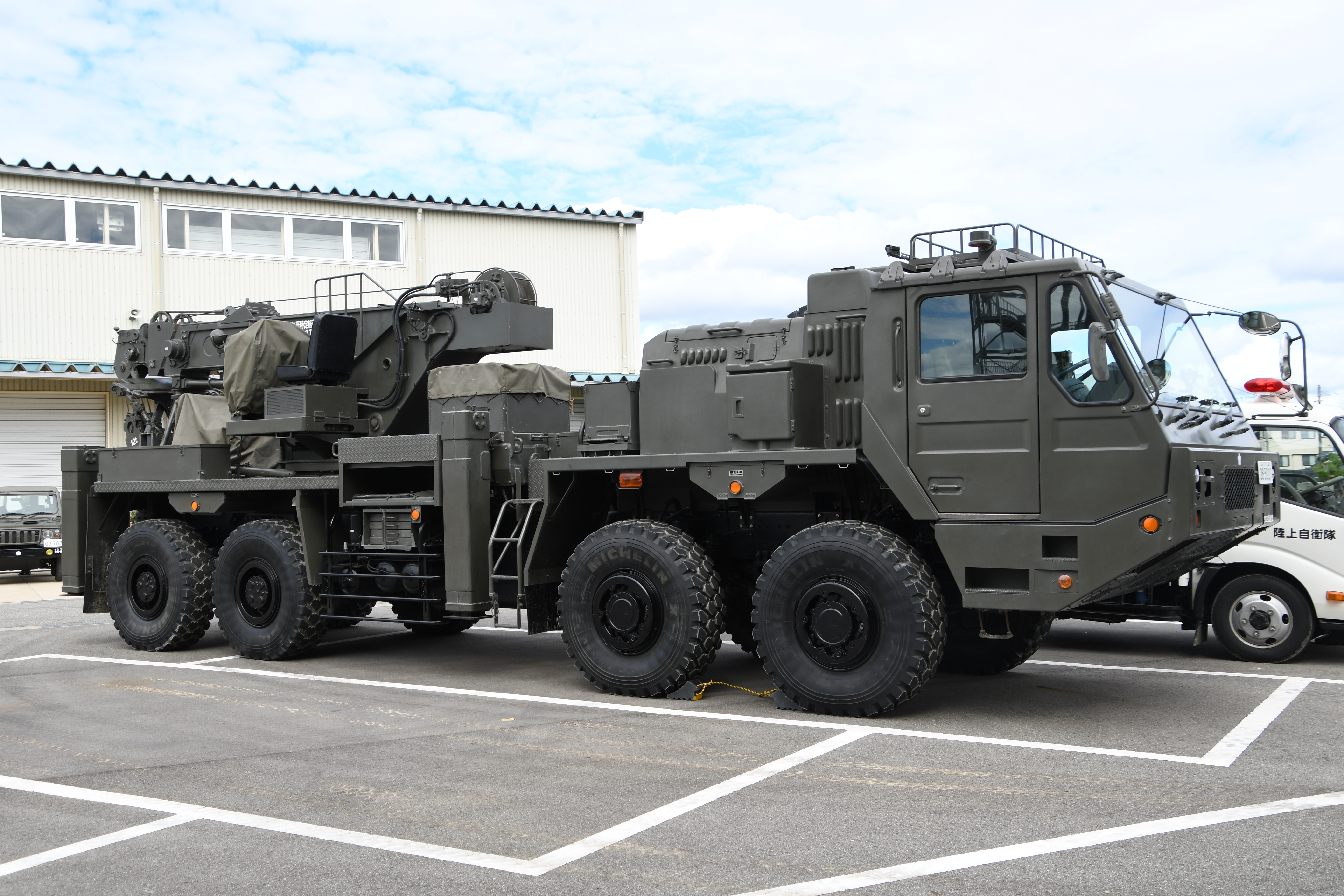
重装輪回収車/陸上自衛隊 （三菱重工）